# V-Rally
V-Rally, o también conocido como Need for Speed: V-Rally en América del Norte y como V-Rally: Championship Edition en Japón, es un videojuego de carreras de rally de 1997, desarrollado por la empresa Eden Studios para la consola PlayStation y publicado por Infogrames. La edición Platinum del relanzamiento de la versión de PlayStation, añadió soporte para mandos DualShock. El juego fue un éxito de ventas en el Reino Unido durante 3 meses.

## Títulos
El juego fue lanzado bajo diferentes títulos en cada región. La versión original de PlayStation se tituló V-Rally 97 Championship Edition, con sus versiones Platino y Japonesa re-tituladas como V-Rally Championship Edition. En Norteamérica esta versión fue lanzada como Need for Speed: V-Rally porque Electronic Arts adquirió los derechos de publicar el juego para aumentar a las ventas, debido al hecho de que el rally tenía poco apoyo en los EE.UU, sin embargo V-Rally no es una parte de la serie Need for Speed, porque EA no lo desarrollo. La primera versión de Windows fue conocida como V-Rally Multiplayer Championship Edition y la versión posterior de 1999 como V-Rally Edition 99 (la versión de PC solo salió en Europa). La versión de Nintendo 64 fue lanzada bajo el nombre  V-Rally Edition 99 en todos los países en los que fue lanzado. Las versiones europeas de Game Boy y Game Boy Color fueron lanzadas bajo el nombre V-Rally Championship Edition y la versión GBC americana y japonesa como V-Rally Edition 99.

## Jugabilidad
A diferencia de otros juegos de rally disponibles en el momento, como Colin McRae Rally, V-Rally permitió dos jugadores correr directamente, en vez de contra el reloj, en un modo de pantalla dividida. 
En ambos juegos, los jugadores pueden competir en 10 ubicaciones. El juego incluye 11 coches del Campeonato Mundial de Rally, con 4 oficiales del WRC y 7 de la Fórmula 2 Kit Cars.

## Versión Symbian UIQ
Hubo una versión de UIQ diseñado para el teléfono móvil, como Sony Ericsson P910/P900/P800. 
Incluye 11 coches configurables, 13 pistas de la temporada del Campeonato del Mundo FIA de Rallyes de 1997.

## V-Rally Edition 99
una V-Rally Edition 99, para la Nintendo 64, el puerto de PC del juego, fue lanzado en 1999, que ofrece un poco de gráficos mejorados y los menús. Incluye todos los coches y circuitos de la FIA World Rally Championship 1998. 

### Versión para Game Boy Color
Incluye 20 etapas en 10 ubicaciones en todo el mundo.

## Recepción
La Revista Oficial de PlayStation elogió los gráficos y el modo de 2 jugadores, y dijo que el juego era "un juego enorme, con mucho, el piloto más completo sobre esta o cualquier otra plataforma desde F1 Psygnosis '", 9/10.